# Брус Феърбеърн
Брус Ърл Феърбеърн (30 декември 1949 – 17 май 1999) е канадски музикант и международен продуцент от Ванкувър, Британска Колумбия, Канада.
Работил е като продуцент в периода 1976 – 1999 и е смятан за един от най-добрите докато е бил жив. Неговата най-успешна продукция е Slippery When Wet на „Бон Джоуви“ и Pump на „Аеросмит“. Първоначално е бил тромпетист а след това започва кариерата си като музикален продуцент на канадската рок група Призъм. Той е спечели канадската награда Juno Award за продуцент на годината общо 3 пъти. Също така продуцира албуми на много известни международни изпълнители, като „Ловърбой“, „Блу Ойстър Кълт“, „Бон Джоуви“, „Поизън“, „Аеросмит“, „Ей Си/Ди Си“, „Скорпиънс“, „Ван Хален“, „Чикаго“, „Инексес“, „Кис“ и „Йес“.
Брус Феърбеърн умира внезапно на 17 май 1999 г. поради неизвестни причини.